# Замок Кышперк
Кышперк (нем. Geiersberg) – руины исторического замка Кышперк в округе Теплице в восточных Рудных горах в Чехии.

## История
Считается, что это место было пограничной заставой ещё в 800 году нашей эры. В 805 и 806 годах Билинские жупане упоминаются как владельцы замка Гейерсбург, который был сильно укреплён. В 1004 году замок был завоёван воинами короля Генриха II. В 1039–1041 годах майнцкий архиепископ Бардо и маркграф Эккехард II мейсенский захватили Гейерсбург. Император Лотарь II и его армия, когда он хотел заняться Борживой II, пострадал от тяжёлого поражения, нанесённого Собеславом I 18 февраля 1126 года во Второй битве при Хлумеце недалеко от Гейерсбурга. В последующие годы владельцы замка часто менялись. Среди них были графы Ризенбургские, Владек Коята, пражские архиепископы.
Готический замок, который известен нам в нынешнем виде был построен в начале XIV века по инициативе чешского короля Иоганна Пражского. Первое упоминание относится к 1319 году, когда владельцем являлся Отто из Бергау, происходивший из рода Лобдебургов. В 1334 году пражский епископ Иоанн IV Дражицкий купил замок и хотел его в Епископскопский Холм, однако название не прижилось среди населения. Следующий владелец, архиепископ Эрнст фон Пардубитц, имел мало возможностей оставаться в замке, т.к находился в качестве советника при короле Карле IV. Преемник Эрнста Иоганн фон Йестейн часто останавливался в замке, т.к искал здесь защиты у короля Вацлава IV . В 1390 году он строит жилую башню и укрепляет оборону замка. В 1418 году Кышперк был отдан в залог Рюдигеру фон Поленскому. Однако в 1426 году был украден Зигмундом фон Вартенбергом на Тетшине. Затем замок перешёл во владение гуситу Врзессовитцу и стал предметом многочисленных споров во время Гуситских войн. Примерно в 1522 году Кышперк был выкуплен господами Глатц фон Альтоф. После пожара в 1526 году он опустел. Новым центром власти в регионе стал Собехлебен. Мария Терезия пожертвовал территорию Кышперка паломнической церкви в 1779 году.
10 сентября 1806 года, после битвы при Кульме, французская колонна прошла через Гейрсбергерский перевал. Русские гренадеры устроили засаду в развалинах Кышперка и стреляли по убегающему противнику.

## Расположение
Руины замка на вершине холма расположены на высоком горном отроге над деревней Унчин (нем. Хоэнштайн), района Крупки (нем. Граупен). Части замковой башни, остатки дворца и крепостной стены сохранились до наших дней. Сразу за замком проходит Дрезденско-Теплицкая почтовая дорога, которая когда-то вела через Рудные горы в Саксонию. Главной особенностью руин является круглая башня, стоящая отдельно от замка.